# Agama impalearis
Espèce
Synonymes
- Agama bibronii Duméril & Duméril, 1851
- Agama colonorum var. impalearis Boettger, 1874
- Agama colonorum fritschi Boettger, 1874

Statut de conservation UICN

 LC  : Préoccupation mineure
Agama impalearis est une espèce de sauriens de la famille des Agamidae.

## Répartition

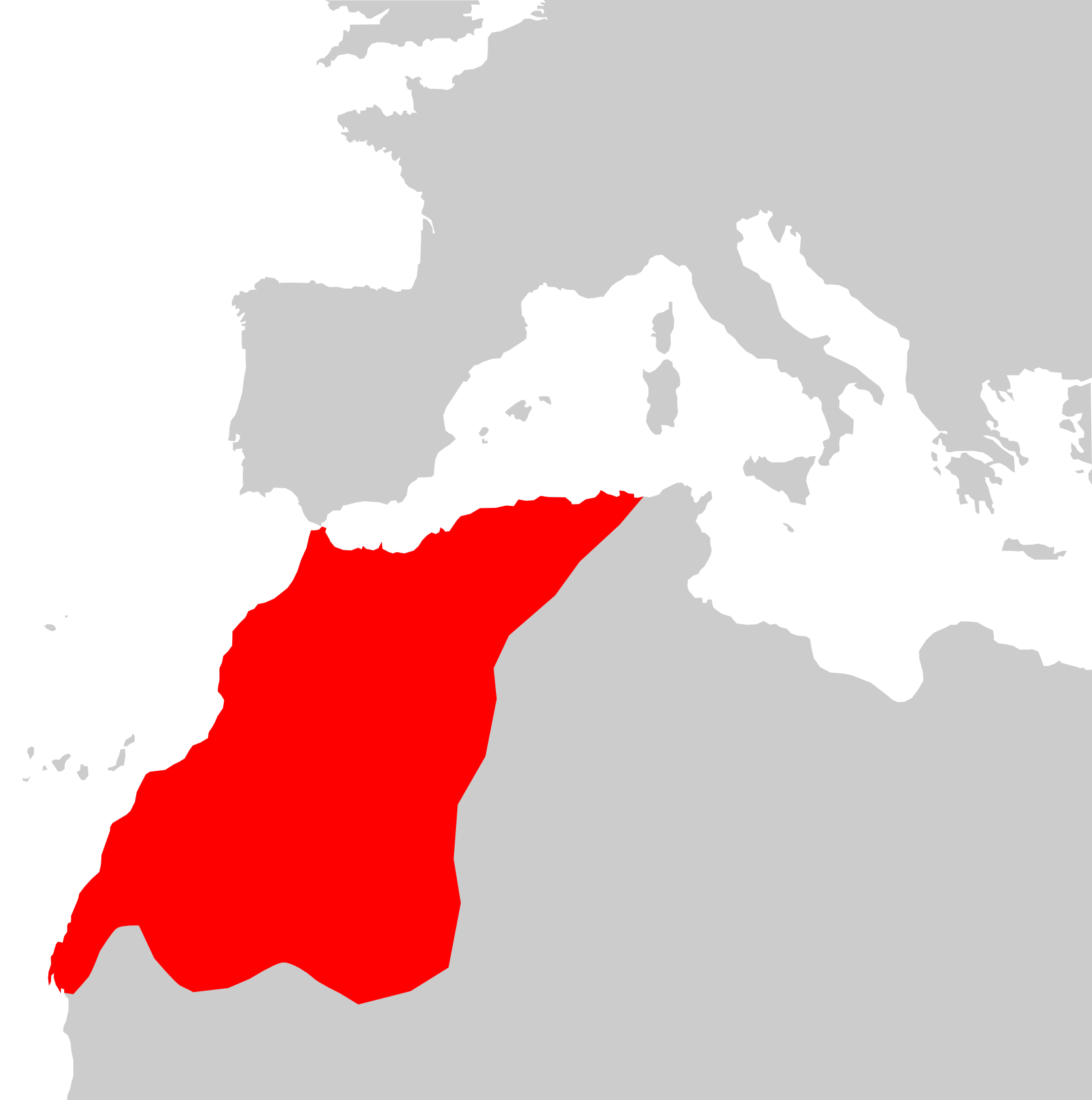
Distribution

Cette espèce se rencontre au Maroc, au Sahara occidental et en Algérie.
Sa présence est incertaine en Mauritanie.

## Publication originale
- Boettger, 1874 "1873" : Reptilien von Marocco und von den canarischen Inseln. Abhandlungen der Senckenbergischen Naturforschenden Gesellschaft, vol. 9, p. 121-191 (texte intégral).